# Первый бой у Чуенпи

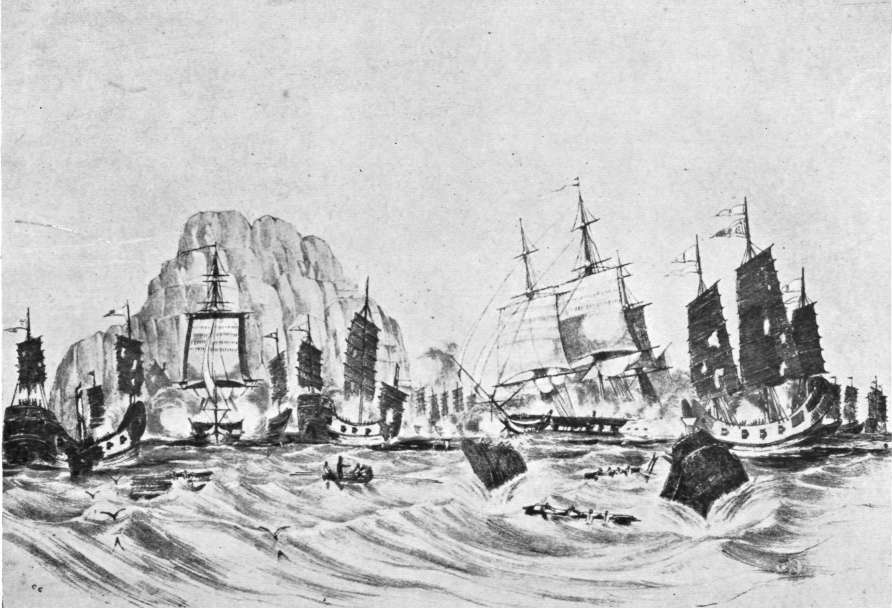
«Волэдж» и «Гиацинт» в Чуенпи

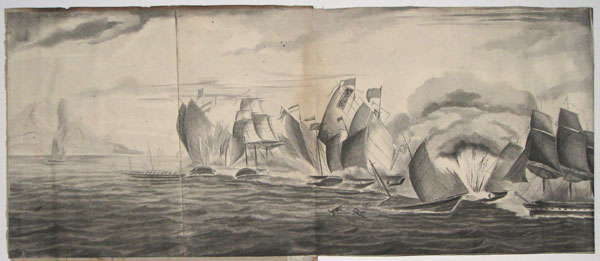
Бой у Чуенпи, рисунок капитана Питера Уильяма Хэмилтона

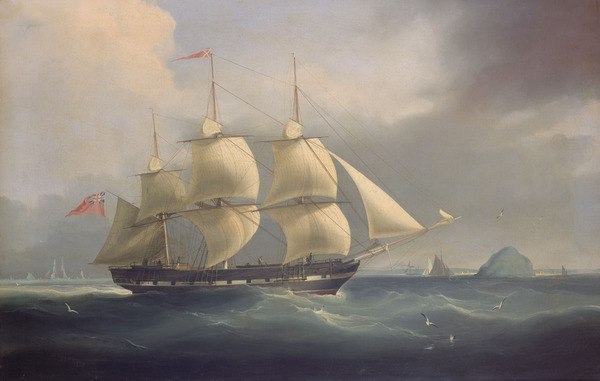
Thomas Coutts в 1836 году

Первый бой у Чуенпи (кит. 穿鼻之戰) произошёл в ходе Первой опиумной войны 3 ноября 1839 года между китайскими и британскими кораблями у входа в залив Хюмен, провинции Гуандун. Британские корабли: шлюп «Гиацинт» (HMS Hyacinth) и фрегат «Волэдж» (HMS Volage) открыли огонь по китайским кораблям, которых сочли враждебными.

## Предыстория
Власти Китая требовали от команд иностранных кораблей, заходящих в Гуанчжоу для торговли, подписания соглашения об обязательстве не торговать опиумом. Капитан Чарльз Эллиот, главный суперинтендант по британской торговле в Китае, приказал британским кораблям не подписывать соглашений, поскольку в случае обнаружении опиума груз должен быть конфискован, а участники торговли — казнены. Это, в свою очередь, мешало торговле британских купцов в Китае. В октябре 1839 года грузовое судно Thomas Coutts под командованием капитана Уорнера прибыло в Кантон из Сингапура. Судно везло хлопок из Бомбея и, поскольку капитан не торговал опиумом, он проигнорировал запрет Эллиота и подписал китайские обязательства. Он считал, что запрет Эллиота недействителен по английским законам.
Перед отплытием Уорнера из Китая имперский комиссионер Линь Цзэсюй передал ему письмо адресованное королеве Виктории где выразил своё неодобрение употреблением опиума [населением Китая] и просьбу прекратить торговлю опиумом. По прибытии в Лондон капитан передал письмо совладельцу судна, а тот обратился в Форин-офис с просьбой о встрече с министром иностранных дел лордом Палмерстоном. После отказа министерства, Уорнер направил письмо в газету The Times, которая его и опубликовала. Посчитав отказ Уорнера выполнять его запрет посягательством на свои полномочия Эллиот отдал приказ фрегатам «Гиацинт» и «Волэдж» 27 октября занять блокадную позицию в 1,6 км к югу от батареи в Чуенпи, чтобы перехватывать любые британские суда, идущие в Кантон.

## Ход боя
3 ноября 1839 года торговое судно «Ройял Саксон» (Royal Saxon) попыталось прорваться через блокаду Эллиота. Фрегат «Волэдж» сделал выстрел вдоль корпуса «Ройял Саксон». В ответ китайские военные джонки под командованием адмирала Гуана Тянпея вышли в море, чтобы защитить «Ройял Саксон». Эллиот поддался давлению Смита и приказал атаковать китайцев. Более манёвренные британские корабли сблизились к китайскими судами и дали по ним залп с правого борта.
Смит писал: «Я не считал, что отступить перед такой внушительной силой, посланной в тот момент, очевидно с целью запугать нас подобает достоинству нашего флага, безопасности торгового судоходства и моему собственному характеру». Согласно оценке китайского политика Вэй Юаня: «Пять наших военных кораблей отправились охранять порядок у побережья», а «англичане приняли наши красные флаги за объявление войны и открыли огонь; — ибо в Европе красный флаг означает войну, а белый — мир».
Один из китайских брандеров (fire raft) немедленно затонул. На военной джонке после попадания англичан взорвался пороховой погреб. После первого захода «Волэдж» и «Гиацинт» развернулись и повторили тот же манёвр, на этот раз дав залп с левого борта. Китайские артиллеристы не могли наводить на цель свои стационарно расположенные орудия (stationary guns). Одна джонка взорвалась, три были потоплены, несколько остальных получили повреждения. Столкнувшись с огневым превосходством противника китайские корабли, отступили, за исключением 12-пушечного флагманского корабля Куана, который повёл ответный обстрел. Поскольку его огонь был слабой угрозой для британцев Эллиот приказал Смиту прекратить огонь и дать повреждённому флагману отойти. «Волэдж» получил небольшие повреждения парусов и такелажа. В бизань-мачту «Гиацинта» попал 12-фунтовое (5,4 кг) ядро. Один британский моряк был ранен, 15 китайцев убиты.
«Ройял Саксон» пошёл дальше в Кантон а Эллиот вернулся в Макао. Историк Брюс Эллеман написал: «Это был даже не бой между британцами и китайцами а результат стрельбы британского флота чтобы остановить один из кораблей Эллиота, что нарушало принципы свободной торговли». Бой у Чуанпи возможно, больше, чем любой другой конфликт во время Опиумной войны, ярко выявил напряжённости, лежащие в основе свободной торговли.